# Лейко Григорій Федорович
Лейко Григорій Федорович (1910—1981) — педагог-організатор шкільної освіти на Донбасі, відмінник народної освіти УРСР, директор української школи-культурного центру у смт. Оленівка, серед випускників якої високий відсоток відомих діячів науки та культури, академіки, професори, винахідники[хто саме?]. Нагороджений медаллю ім. К. Д. Ушинського та державними нагородами[якими?].

## Біографія
Народився 8 квітня 1910 р. в селянській родині у селі Велика Багачка на Полтавщині. Закінчив Сорочинське педагогічне училище (1929 р.). Працював учителем, інспектором і директором Оленівської СШ № 22. З перших днів німецько-радянської війни — у діючих військах. Важко поранений на Курській дузі. Закінчив Артемівський вчительський інститут (1935 р.) та фізико-математичний факультет Луганського державного педагогічного інституту (1946 р.). Крім освітньої, виконував значну громадську роботу депутатом селищної та районної ради.